# Lisa del Bo
Lisa del Bo, född Reinhilde Goossens den 9 juli 1961 i Bilzen (Mopertingen), är en belgisk sångerska. Hon har rönt framgångar i sitt eget land men är populär även i Nederländerna och i Tyskland. Hon sjunger främst på nederländska.
Bo blev känd för en större allmänhet genom sitt deltagande i Eurovision Song Contest 1996 för Belgien, med låten "Liefde is een kaartspel". Den hamnade på 16:e plats.
Lisa del Bo har även sjungit duett med Helmut Lotti på ett album från 1996.
I Tyskland släppte Lisa del Bio tre album (i slutet av 1990-talet och i början av 2000-talet), där hon sjunger uppfräschade låtar från 1940-, 50- och 60-talen. Hon har mellan 1996 och 2010 totalt givit ut åtta album.